# Teledeum
Teledeum és una obra teatral del grup Els Joglars que fou estrenada el 5 de desembre de 1983 a l'Aula de Cultura d'Alacant, i qualificada pel mateix Albert Boadella com "una comèdia de sotanes i casulles". A Catalunya fou representada per primer cop al teatre municipal Cirvianum de Torelló i al Teatre Romea de Barcelona el 4 de gener de 1984. L'abril de 1984 es va representar a Segòvia i a Madrid, malgrat les protestes del grup municipal del Partit Popular i del bisbe de Segòvia per la seva irreverència. Es va representar fins al 16 d'agost de 1985.

## Argument
En un estudi de televisió es va un assaig d'un Teledeum, una cerimònia religiosa per televisió oficiada per membres de diferents esglésies (catòlics integristes, evangelistes, anglicans, calvinistes, catòlics estatunidencs, testimonis de Jehovà i mormons), ajudats per una monja catòlica valenciana i un frare català. Durant la cerimònia aquests personatges s'enfronten entre ells, i no pas per raons religioses (gairebé no es parla de teologia a l'espectacle), sinó per qüestions marginals i quotidianes.

## Repartiment
- Ramon Fontserè - Catòlic integrista
- Clara del Ruste - Catòlic dissident
- Pep Armengol - Testimoni de Jehovà
- Jaume Collell - Anglicà
- Gilbert Bosch - Mormó
- Santi Ibáñez - Evangelista
- Jesús Agelet - Calvinista
- Maribel Rocatti - Monja
- Xevi Vilà - Frare

## Polèmica
El gener de 1985 l'obra fou condemnada per l'arquebisbe de València, Miguel Roca Cabanellas, força conegut per les seves postures conservadores i anticatalanistes, perquè "és burlesca i ofensiva a les veritats més estimades de la fe del cristià". A començaments de febrer del mateix any l'advocat Carlos Verdú Moscardó, vinculat a Fuerza Nueva, va presentar una querella criminal contra Boadella, els actors que van intervenir a l'obra i contra els propietaris del teatre València-Cinema davant el Jutjat d'Instrucció n. 14 de València. El maig es va dictar auto de processament i la defensa dels Joglars va citar a declarar fins i tot al president de la Generalitat Valenciana. El maig de 1986 el fiscal va demanar el sobreseïment del cas. La querella fou sobreseïda el desembre de 1986. Tanmateix foren denunciats novament per escarni a la religió després de la representació de l'obra a Burgos el 1987 i el febrer de 1988 el Tribunal Suprem d'Espanya va anul·lar el sobreseïment de la primera querella. Poc després, però, el Jutjat de València tornà a sobreseir el cas. Tanmateix, el novembre de 1990 el Tribunal Suprem va revisar novament la querella contra Boadella i va demanar que se'l jutgés novament. El novembre de 1992 el fiscal del Tribunal Suprem va demanar la reapertura del procés contra Els Joglars per Teledeum però finalment el maig de 1993 el Tribunal Suprem va rebutjar un nou judici.